# Tebat Patah
Tebat Patah is een bestuurslaag in het regentschap Muaro Jambi van de provincie Jambi, Indonesië. Tebat Patah telt 781 inwoners (volkstelling 2010).